# Aux Raus
Aux Raus ist ein niederländisches Musikduo. Es wurde 2004 in Amsterdam von den beiden Kunststudenten Bastiaan Bosma und Luuk Bouwman gegründet. Ihre Musik kann als eine Art Hardcore Punk mit Technobeats beschrieben werden. Auch der Begriff „Gabber Punk“ wird häufig verwendet. Die Live-Shows von Aux Raus enden oft mit einem nackten Frontmann.

## Geschichte
Sänger Bosma und Gitarrist Bouwman studierten beide an der Kunstakademie St. Joost in Breda.  
Während eines Aufenthaltes in Mexiko entstanden im Plattenstudio von Carlos Amorales, dem damaligen Leiter des Labels Nuevos Ricos, Aufnahmen für ein erstes Album. Es folgten zwei Tourneen durch das Land. 
Im Januar 2007 trat die Band beim Musikfestival Noorderslag in Groningen auf. Es folgten im gleichen Jahr Auftritte beim Festival Lowlands und im Club 3voor12 des niederländischen Rundfunksenders VPRO. Im Oktober 2007 spielte das Duo beim CMJ Music Marathon in New York.
Anfang 2007 veröffentlichten Aux Raus auf dem Amsterdamer Label Fear Recordings ihr Debütalbum This Is How This Works. Dafür wurden sie 2007 mit dem renommierten 3voor12 Award für das beste niederländische Album ausgezeichnet. Anfang 2008 waren sie Gewinner des niederländischen Essent Award.

## Diskografie
Alben
- 2007: This Is How This Works
- 2009: The Brick Is In The Air